# Carles Xavier de Borbó i Parma
Carles Xavier de Borbó-Parma i Orange-Nassau (Nijmegen, 27 de gener de 1970), Cap de la Casa de Borbó-Parma, és el Duc de Parma i Piacenza (Carles V) i pretendent carlista al tron espanyol (Carles Xavier I). Els seus pares són Carles Hug de Borbó i Parma i la princesa Irene dels Països Baixos. El seu posicionament laic s'explicita en el fet que utilitzi un Escut Reial sense el Sagrat Cor propi del tradicionalisme catòlic. Amb motiu de la XIV Congrés Federal del Partit Carlí va emetre un comunicat reconeixent a aquesta organització com l'únic partit carlí legítim afirmant que el Partit Carlí és «la veu de la nostra lluita, ja gairebé bicentenària, per les llibertats».
El 2 de setembre de 1996 va acompanyar al seu pare i als seus germans en un esdeveniment celebrat a la Basílica de Santa Maria de la Stecatta, de Parma, on es troben enterrats els antics Ducs regnants de Parma. En aquell acte van ser reactivades les antigues Ordres de la seva Casa. Des de llavors ostenta el títol de Príncep de Piacenza.
El seu casament amb la periodista neerlandesa Annemarie Cecília Gualthérie van Weezel, descendent del rei Eduard I d'Anglaterra, va ser anunciada a l'octubre de 2009. El 12 juny de 2010 va contraure matrimoni civil i el 20 de novembre la parella es va unir per l'església. Actualment són pares de tres nens: Luisa (n. a 2012), Cecilia (n. a 2013) i Carles Enric (n. a 2016).

## Activitat carlina
L'any 2000, en un acte legitimista celebrat a Trieste, en ser-li imposada la Creu de la Real Ordre de la Legitimitat Proscripta (ROLP) per Carles Hug, es va comprometre públicament a mantenir l'herència carlina.
L'any 2001 va escriure un pròleg per al llibre Breve Historia del Carlismo, de Josep Carles Clemente, que va ser publicat per la Biblioteca Popular Carlista (iniciativa editorial que pertany a l'entorn del Partit Carlí, en el qual assumia la renovació ideològica del Partit Carlí cap al socialisme autogestionari durant el tardofranquisme.
El 28 de setembre de l'any 2003 en un acte celebrat a Arbona, la localitat on es van celebrar els tres Congressos del Poble Carlí entre 1970 i 1972, el seu pare li va transferir el tradicional títol legitimista de Duc de Madrid, utilitzat pels reis carlistes des de Carles VII. Durant els anys següents va exercir el càrrec de Canceller de la Real Ordre de la Legitimitat Proscripta, responsabilitat que el 2010, després de la mort del seu pare, va delegar en el seu germà Jaume Bernat de Borbó i Parma.
El 8 abril de 2011 va assumir de manera formal les reivindicacions dinàstiques del seu pare, Carles Hug, a la Corona de «les Espanyes» en un Missatge al Poble Carlí en el qual va fer una crida als ciutadans a lluitar contra la crisi política, econòmica i moral.
El 22 gener de 2012 va participar en un acte legitimista al Monestir de Santa Maria del Puig, situat al País Valencià. El març de 2012 va visitar la Rioja i Navarra per jurar els Furs com a successor de la dinastia carlista. L'acte va ser celebrat el dia 17 a la basílica de la Mare de Déu la Real de Irache, jurant els Furs tant en castellà com en basc. Aquest esdeveniment va ser acompanyat d'un homenatge a Aniano Jiménez i Ricardo García, els dos carlins morts en els fets de Montejurra de 1976.
El 21 d'abril de 2013 va visitar Tarragona per participar en una jornada de la «Agrupació Carlista Ramón Hernández Oter».
El 25 d'octubre de 2014 va visitar Santiago de Compostel·la, participant en diversos actes amb els carlins gallecs.
El 6 de juny de 2015, en un acte celebrat a Madrid en homenatge a la seva tia Maria Teresa de Borbó i Parma, li va imposar la Gran Creu de la Legitimitat Proscripta.
El 8 d'octubre de 2016 va visitar Barcelona per participar en un acte celebrat al Monestir de Santa Anna, en el qual va ser presentat el seu fill i hereu Carles Enric. En una entrevista amb La Vanguardia Carles Xavier va manifestar que no planteja una disputa dinàstica amb el rei Felip VI però que es considera hereu dinàstic de la «legitimitat carlina»:
«Vol ser rei?
Què li va respondre el meu pare quan li va preguntar això mateix aquí ara fa onze anys?
“No és prioritat”, em va dir Carles Hug, que en pau descansi.
I va afegir: “Sóc legatari d'uns drets històrics que no abandono.., però la prioritat són sempre les llibertats dels pobles”, oi?»
El 5 d'octubre de 2017 va emetre un comunicat sobre la crisi política oberta a l'Estat espanyol per la convocatòria del Referèndum sobre la independència de Catalunya, reclamant serenitat i diàleg, mentre proposava el federalisme com «la solució que pot canalitzar les aspiracions de les diferents nacionalitats que conviuen a les Espanyes».